# Cacophonous Records
Cacophonous Records – niezależna brytyjska wytwórnia muzyczna powstała w 1993 roku, specjalizująca się w gatunkach black i death metal. Nakładem wytwórni ukazywały się m.in. nagrania takich grup jak 13 Candles, Abyssos, Ancient Ceremony, Antestor, Bal-Sagoth, Blood Storm, Christ Agony, Cradle of Filth, Deinonychus, Dimmu Borgir, EbonyLake, Gehenna, NAOS, Primordial, Root, Scalplock, Sigh, Twilight Ophera oraz Unsanctum Vergelmer.